# Hexagon (ソフトウェア)
Hexagon（ヘキサゴン）は、DAZ Productions社が所有し開発をしている3DCGソフトウェア（モデラー）。当初はEovia社が開発していたが、DAZ Productions社によるEovia社買収のため現在の体制に至る。